# 陈公来
陈公来（？—），中华人民共和国政治人物、外交官。
2005年，接替孙兆通，担任中华人民共和国驻尼日尔大使。2010年，接替张迅，担任中华人民共和国驻毛里塔尼亚大使。

## 荣誉

### 外国勋章奖章
- 尼日尔功绩指挥官勋章（尼日尔，2009年10月13日颁发[3]）
- 国家功绩指挥官勋章（毛里塔尼亚，2014年5月28日于努瓦克肖特颁发[4]）